# Conus patglicksteinae
Espèce
Conus patglicksteinae est une espèce de mollusques gastéropodes marins de la famille des Conidae.
Comme toutes les espèces du genre Conus, ces escargots sont prédateurs et venimeux. Ils sont capables de « piquer » les humains et doivent donc être manipulés avec précaution, voire pas du tout.

## Description
La longueur de l'holotype est de 25,55 mm.

## Distribution
Locus typicus : « (Chaluté à partir de) 400 pieds de profondeur au large de Palm Beach Island, Palm Beach County, Floride, États-Unis ».
Cette espèce marine est présente dans l'océan Atlantique au large de la Floride à une profondeur de 122 m.

## Taxonomie

### Publication originale
L'espèce Conus patglicksteinae a été décrite pour la première fois en 1987 par le malacologiste américain Edward James Petuch (d) dans « Charlottesville, Virginia : The Coastal Education and Research Foundation »,.

### Synonymes
- Conus (Dauciconus) patglicksteinae Petuch, 1987 · appellation alternative
- Conus floridanus patglicksteinae Petuch, 1987 · non accepté
- Gradiconus patglicksteinae (Petuch, 1987) · non accepté